# 趙迎
趙迎（？年—？年），河南河南府巩县人，民籍。明朝進士、官员。

## 生平
嘉靖元年（1522年）壬午科河南鄉試第六十名舉人，五年（1526年）丙戌科第二甲第四十名進士。授刑部主事，历员外郎，十四年二月升山西按察司佥事，十五年十一月因前在刑部审理张延龄案時疏縱忤旨，降二级调外任。